# Три сестры (фильм, 1964)
«Три сестры» — советский художественный фильм, снят режиссёром Самсоном Самсоновым на киностудии «Мосфильм» в 1964 году по одноимённой пьесе А. П. Чехова. Премьера фильма состоялась 17 марта 1965 года.

## Сюжет
Одиннадцать лет назад генерал Прозоров, получив назначение, перевёз свою семью из Москвы в небольшой провинциальный город. Генерал умер, его взрослые дети — дочери Ольга, Маша и Ирина и сын Андрей, — не находя себе применения, мечтают вернуться в родную Москву. Жизнь распоряжается иначе: Андрей, видевший себя профессором Московского университета, неудачно женится на местной мещанке Наталье, которая подавляет его волю и прибирает к рукам дом Прозоровых; Маша, в 18 лет без любви выданная замуж за учителя гимназии Кулыгина, влюбляется в полковника Вершинина, командира расквартированной в городе батареи, женатого, имеющего малолетних дочерей.
Пристрастившись к азартным играм и запутавшись в долгах, Андрей оказывается вынужденным заложить их общий дом, все деньги достаются Наталье, которая постепенно вытесняет из дома сестёр Андрея. Старшая, Ольга, в конце концов поселяется в гимназии, где служит; Ирина готова бежать от Натальи куда глаза глядят, — она соглашается выйти замуж за барона Тузенбаха, чтобы уехать с ним в другой город и начать новую жизнь; но барона убивает на дуэли отвергнутый Ириной офицер Солёный.

## В ролях
- Любовь Соколова — Ольга Сергеевна Прозорова
- Маргарита Володина — Мария Сергеевна Прозорова
- Татьяна Мальченко — Ирина Сергеевна Прозорова
- Леонид Губанов — Андрей Сергеевич Прозоров
- Алла Ларионова — Наталья Ивановна
- Леонид Галлис — Федор Ильич Кулыгин
- Лев Иванов — Александр  Игнатьевич Вершинин
- Олег Стриженов — Николай Львович Тузенбах
- Владимир Дружников — Василий Васильевич Солёный
- Константин Сорокин — Иван Романович Чебутыкин
- Павел Винник — Алексей Петрович Федотик

## Съёмочная группа
- Автор сценария — Самсон Самсонов
- Режиссёр-постановщик — Самсон Самсонов
- Оператор — Фёдор Добронравов
- Художники-постановщики — Ипполит Новодережкин, Сергей Воронков
- Композитор — Василий Дехтерев
- Звукорежиссёр — Григорий Коренблюм[1]